# زهلون
زهلون قرية من قرى بلدية واسيف (آث واسيف بالقبائلية)، في ولاية تيزي وزو.